# Menceyat d'Icod

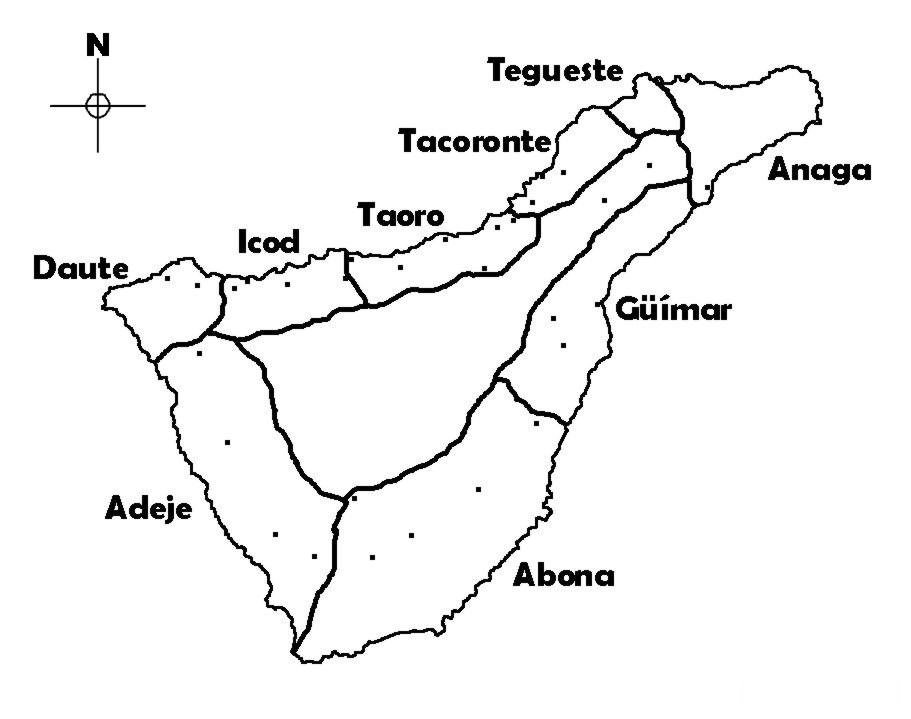
Menceyats de Tenerife

Icod era un dels nou menceyats en què fou dividida l'illa canària de Tenerife després de la mort del mencey Tinerfe, a l'època anterior a la conquesta de les illes per part de la Corona de Castella. Ocupava l'extensió dels actuals municipis d'El Tanque, La Guancha, Icod de los Vinos així com part de Garachico. Els seus menceys foren Chincanairo i Pelicar.